# Pliotrema
Pliotrema Regan, 1906 è un genere di pesce cartilagineo marino appartenente alla famiglia Pristiophoridae.

## Tassonomia
Al genere appartengono tre specie, tutte endemiche dell'Africa :
- Pliotrema annae Weigmann, Gon, Leeney & Temple, 2020
- Pliotrema kajae Weigmann, Gon, Leeney & Temple, 2020
- Pliotrema warreni Regan, 1906